# Cantón Aguarico
Aguarico, cantón localizado en la provincia de Orellana, en la región amazónica del Ecuador. Su cabecera cantonal es Nuevo Rocafuerte. El cantón posee atractivos turísticos, debido a la importante presencia de la naturaleza. De hecho dentro de Aguarico se encuentra parte de la Reserva Natural Cuyabeno y del Parque nacional Yasuní.

## Toponimia
El cantón Aguarico toma su nombre del río Aguarico, ubicado al norte del cantón y sirviéndole de límite.

## Cabecera cantonal
Tras una consulta popular realizada durante el año 2008, la cabecera cantonal se ha instalado oficialmente en Tiputini en esa fecha de la consulta popular era una parroquia rural, llegando recién  en el 5 de diciembre de 2011 promulgarse urbano, violando la constitución que solo se podrá crear o cambiar solamente por iniciativa del ejecutivo, que hasta la fecha no ha enviado el proyecto de ley para el cambio de Cabecera Cantonal a la asamblea, se encuentra archivado.
Actualmente, gracias al traslado de la cabecera cantonal de Nuevo Rocafuerte hacia Tiputini, los habitantes del Cantón se hallan divididos; a pesar de haber ganado la consulta popular Tiputini como nueva cabecera cantonal, Nuevo Rocafuerte sigue siendo parroquia urbana (debiendo ahora ser parroquia rural). Todo esto ha generado un descontento de la población, especialmente en Nuevo Rocafuerte. Ya que las autoridades locales, no han puesto una solución al conflicto, mucho menos las autoridades nacionales, la cabecera cantonal de Aguarico es Tiputini de iure, aunque se la considera capital a Nuevo Rocafuerte de facto.
Sin embargo hasta la presente fecha el Gobierno Central no ha enviado el Proyecto de Ley a la Asamblea Nacional. En el Diagnóstico de límites territoriales político administrativos provinciales del país, aprobados por la CELIR en cesión ordinaria del 12 de abril de 2012, Nuevo Rocafuerte sigue como cabecera cantonal de Aguarico.

## Historia
En el tiempo que los españoles fundaron la ciudad de Quito, ya se conocía la existencia de la Provincia de los Quijos, la que posteriormente se llamó Provincia de los Quijos, Sumaco y la Canela o Provincia de la Coca; este territorio era rico en oro, y los españoles, por su ambición, se lanzaron a la conquista y exploración. Gonzalo Díaz de Pineda fue el primer español que llegó a territorio Quijos en busca del Dorado y la Canela, en septiembre de 1538. Años más tarde, en 1541 Gonzalo Pizarro realizó una nueva exploración que terminó con el descubrimiento del río Amazonas. El territorio de Aguarico perteneció a la Gobernación de Quijos, y más tarde, al Cantón Quijos y después al Cantón Napo.
El 23 de junio de 1824, la Cámara de Representantes de la República de Colombia expidió la Ley de División Territorial que dividía a Colombia en 12 departamentos, cada uno tenía provincias y cantones. Quijos fue declarado cantón de la provincia de Pichincha, en el Departamento 10, llamado Ecuador. Durante estos años el Oriente estuvo abandonado; los misioneros disminuyeron, más bien lo transitaban comerciantes, explotadores del oro y especerías de la Región, sobre todo, pieles, látex y la canela.
El 29 de mayo de 1861, ya como Ecuador, la Convención Nacional dictó la Primera Ley sobre División Territorial que distribuyó el País en 15 provincias. La Provincia de Oriente abarcó de iure la mayoría de las actuales provincias de la amazonía ecuatoriana además de los actuales departamentos de Putumayo y Amazonas en Colombia, el departamento de Loreto en el Perú y una porción del estado brasileño de Amazonas. Constaba de 2 cantones: Napo y Canelos. El cantón Napo comprendía desde el río Caquetá hasta el Napo, y otras referencias. La cabecera cantonal y capital de la provincia fue Archidona.
En 1878, se dictó la tercera Ley de División Territorial de la República, en la que ya no se habla de la Provincia de Oriente, sino de la Región Oriental. La Región Oriental se componía de los territorios del Napo, Canelos, Gualaquiza, Zamora, en los que estaban comprendidos con el nombre de territorio del Napo, los pueblos de Napo, Archidona, Aguarico, Napotoa, Santa Rosa, Zuño, Coca Payamino, San José de Ávila, Loreto, Concepción, Cotapino, San Rafael y San Miguel del Aguarico; las Tenencias de Sinchichicta, Yasuní, Morán y demás tribus y territorios que conformaban el antiguo Gobierno de Quijos hasta el Amazonas.
Es uno de los cantones más antiguos de la Región Amazónica, su creación, data de fines del siglo XIX en que tuvieron auge los asentamientos de haciendas en las riberas del río Napo hasta el Amazonas. La antigua cabecera era "Rocafuerte", localizada en la confluencia de los ríos Napo y Aguarico, lugar donde actualmente surge la localidad peruana de Cabo Pantoja. El Presidente Víctor Emilio Estrada, en 1911, para facilitar la mejor y más pronta administración, decretó la División Territorial de la Provincia de Oriente con cinco cantones, que fueron: Napo, Curaray, Pastaza, Zamora y Gualaquiza. Pertenecían al Cantón Napo las siguientes parroquias: Aguarico, Coca, Loreto y, Archidona. La Capital de la Provincia de Oriente fue Archidona, además del Gobernador había un Intendente General con Jurisdicción en los cantones de Pastaza, Santiago y Zamora. En 1925, la Junta de Gobierno Provisional dispuso, mediante publicación en el Registro Oficial N.º 33 del 19 de agosto, que la región Oriental se divida en dos provincias denominadas Napo Pastaza y Santiago Zamora.
A Napo Pastaza correspondía el territorio comprendido entre el divortium aquarum de la Cordillera Oriental de los Andes que la divide de las provincias interandinas de la República, desde la desembocadura del río Topo en el Pastaza; éste aguas abajo, hasta su desembocadura en el Marañón o Amazonas; el Marañón o Amazonas aguas abajo hasta la desembocadura del Ambiyacu y la línea que separa el Ecuador de Colombia. A Napo Pastaza correspondían las Jefaturas Políticas de los Cantones Sucumbíos, Aguarico, Napo y Pastaza; así, a Aguarico le correspondía las parroquias de La Coca que fue la cabecera, Loreto, Rocafuerte, Yasuní y Cononaco. Durante la invasión peruana al Ecuador, en el año de 1941, Rocafuerte fue tomada por el ejército peruano luego de derrotar a la guarnición militar ecuatoriana el 11 de agosto de ese año. Producto del conflicto armado, casi la totalidad de haciendas caucheras fueron abandonadas y, al perder parte del territorio incluyendo el centro poblado de Rocafuerte (actualmente Cabo Pantoja), se denomina a la localidad más próxima a la frontera con el nombre de Nuevo Rocafuerte.
En 1950, la Ley Especial de Oriente dividió la región Oriental del Ecuador en tres provincias: Napo Pastaza, Morona Santiago y Zamora Chinchipe. La Provincia de Napo Pastaza comprendía los cantones de Napo, Sucumbíos, Aguarico y Pastaza. Para 1955, en la Administración de José María Velasco Ibarra, la Comisión Legislativa, procedió a codificar la Ley Especial de Oriente y, en su Art. 2, inciso cuarto estableció que el cantón Aguarico, perteneciente a la Provincia de Napo Pastaza, tendría como cabecera cantonal a la población de Rocafuerte; cuyas parroquias serían Yasuní, Cononaco y Francisco de Orellana. Cinco años más tarde, en 1960, la Ley Especial de Oriente, volvió a ser reformada, en cuya parte esencial, se dividió a la Provincia de Napo-Pastaza en dos, quedando la Provincia de Napo, constituida con los cantones Napo, Quijos, Sucumbíos y Aguarico; en el inciso cuarto del Art. 2 de la citada Ley, el cantón Aguarico, siguió conformado por las parroquias mencionadas en la ley de 1955 y continuó siendo su cabecera cantonal Rocafuerte.
En el Registro Oficial N.º 169 del 30 de abril de 1969, el Senado de la República del Ecuador, resolvió en su Art. 1, crear tres nuevos cantones en la Provincia de Napo, estos fueron: Tena, Putumayo y Francisco de Orellana; y, en lo que respecta al cantón Aguarico, se crearon cuatro nuevas parroquias que fueron: Cuyabeno, Santa María de Huiririma, Capitán Augusto Rivadeneira y Tiputini; en lo que respecta a la parroquia de Francisco de Orellana, ésta fue ascendida a Cantón. En esta reforma a la Ley, Nuevo Rocafuerte, con el agregado (urbana). Finalmente, para 1998, en el Registro Oficial No. 372, del 30 de julio, se publicó la Ley de Creación de la Provincia de Orellana, que comprende los cantones de Francisco de Orellana, Aguarico, Joya de los Sachas y Loreto.

## Política
La ciudad de Tiputini y el cantón Aguarico, al igual que las demás localidades ecuatorianas, se rige por una municipalidad según lo estipulado en la Constitución Política Nacional. La Municipalidad de Aguarico es una entidad de gobierno seccional que administra el cantón de forma autónoma al gobierno central. La municipalidad está organizada por la separación de poderes de carácter ejecutivo representado por el alcalde, y otro de carácter legislativo conformado por los miembros del concejo cantonal. El Alcalde es la máxima autoridad administrativa y política del Cantón Aguarico. Es la cabeza del cabildo y representante del Municipio.
El cantón se divide en parroquias que pueden ser urbanas o rurales y son representadas por las Juntas Parroquiales ante el Municipio de Aguarico.
Parroquias urbanas
- Nuevo Rocafuerte
- Tiputini

Parroquias rurales
- Capitán Augusto Rivadeneira
- Cononaco
- Santa María Huiririma
- Yasuní

## Instituciones
- - Distrito de Educación (Tiputini)
  - Batallón de Selva BS-57 (Tiputini)
  - Aeropuerto (Tiputini)
  - Oficina de Capitanía de la Marina (Tiputini)
  - Subcentro de salud (Tiputini)
  - Bloque 43 Petroamazonas (Tiputini)
  - Gobierno Autónomo Descentralizado Municipal del Cantón Aguarico
  - MAGAP (Tiputini)
  - Unidad Educativa Tiputini (Tiputini)
  - Tenencia Política
  - Registraduría del Cantón Aguarico (Tiputini)
  - Cuerpo de Bomberos del Cantón Aguarico (Tiputini)
  - CNT-Corporación Nacional de Telecomunicaciones (Tiputini)
  - Empresa Eléctrica-CELEC (Tiputini)
  - Casa del Adulto Mayor (Tiputini)
  - Junta Cantonal de Protección de Derechos (Tiputini)

- - Distrito 22D03 Aguarico -Salud ( Nuevo Rocafuerte)
  - Hospital Básico Franklin Tello ( Nuevo Rocafuerte)
  - Jefatura Política del Cantón Aguarico ( Nuevo Rocafuerte)
  - Comisaría Nacional de Aguarico ( Nuevo Rocafuerte)
  - Unidad Educativa Milenio Nuevo Rocafuerte ( Nuevo Rocafuerte)
  - Vicariato de la Misión Capuchina ( Nuevo Rocafuerte)
  - CENTRO INFANTIL DEL BUEN VIVIR (CIBV) ( Nuevo Rocafuerte)
  - Coordinación de Municipal de Aguarico
  - Capitanía de la Marina de Nuevo Rocafuerte